# Shakima Wimbley

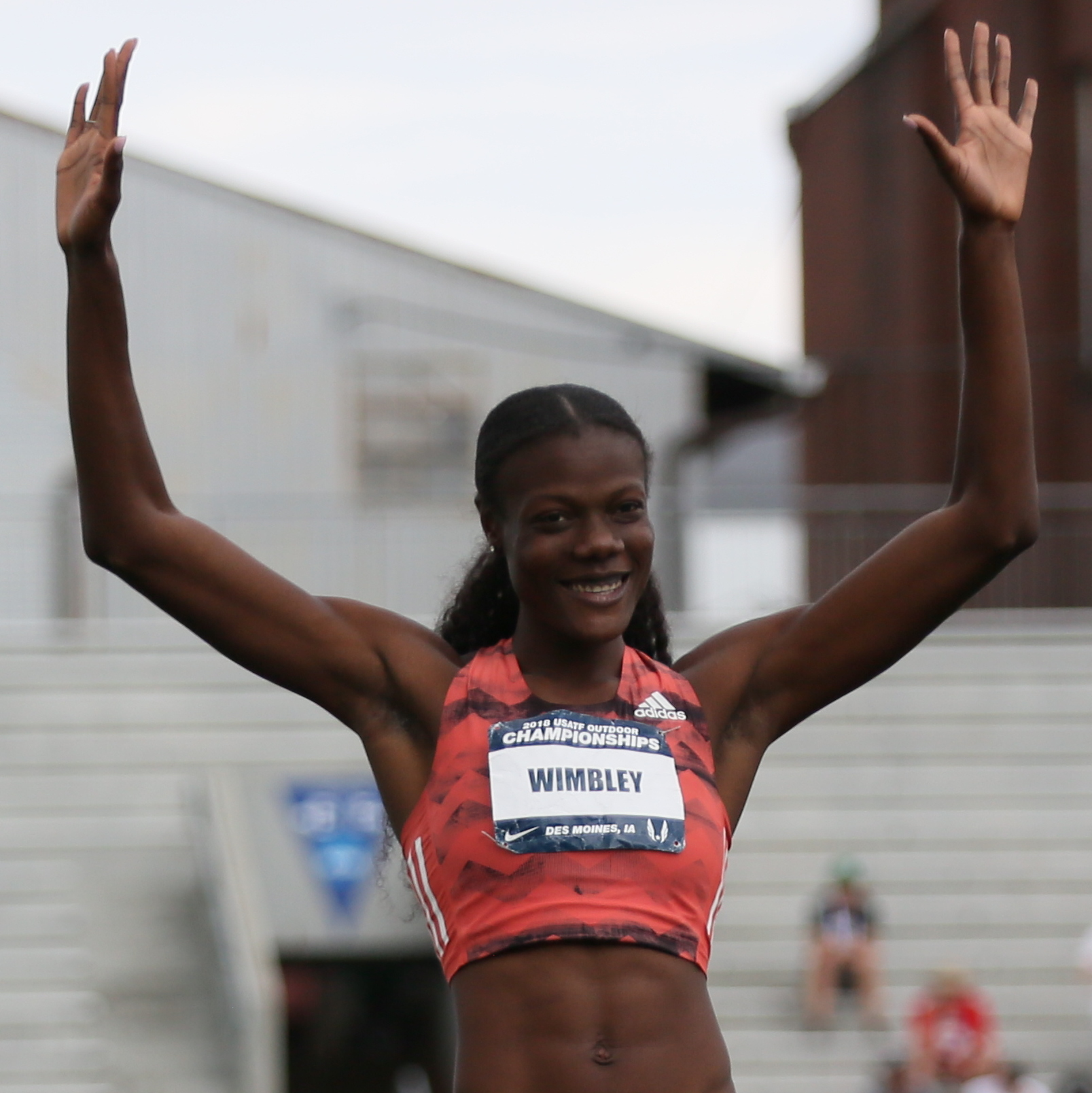
Shakima Wimbley (2018)

Shakima Wimbley (* 23. April 1995) ist eine US-amerikanische Sprinterin, die sich auf den 400-Meter-Lauf spezialisiert hat.
Bei den Panamerikanischen Spielen 2015 in Toronto gewann sie Silber im Einzelbewerb und siegte mit dem US-Team in der 4-mal-400-Meter-Staffel.

## Persönliche Bestzeiten
- 200 m: 22,43 s, 16. Mai 2015, Tallahassee, FL
  - Halle: 23,08 s, 28. Februar 2015, Blacksburg, VA
- 400 m: 50,84 s, 16. Mai 2015,	Tallahassee
  - Halle: 51,07 s, 11. März 2017, College Station